# Инвазија Мађарске на Карпатску Украјину
Инвазија Мађарске на Карпатску Украјину био је војни сукоб  између Краљевине Мађарске и Карпатске Украјине који се догодио 1939. године. Током инвазије дошло је до низа сукоба између мађарских и пољских трупа против паравојних формација Карпатске Украјине и појединих чешких трупа које су остале у региону након што је Чехословачка војска распуштена. Рат је завршен окупацијом и накнадним припајањем територије Закарпатске Украјине (Подкарпатске Русије) Краљевини Мађарској. Ову територију је касније окупирао Совјетски Савез и интегрисао је у новоформирану Украјинску ССР.

## Контекст и позадина сукоба
Након распада Аустроугарске империје, Закарпатје је постало део Чехословачке. Статус територије је званично потврђен Тријанонским споразумом 1920. године. Тријанонски споразум је Мађарској одузео 71,5% територије коју је замља имала пре рата. Земља је била подељена између држава које су се граничиле са тадашњом Краљевином Угарском. Мађарској је било забрањено коришћење авиона, тенкова и тешке артиљерије. Максимални број припадника мађарске војске, која би могла бити формирана само од добровољаца, не би требало да прелази 35 хиљада људи. Морнарица, укључујући и бродове Дунавске флоте, предата је савезницима.
Политичка ситуација у Закарпатју током међуратног периода била је тешка. Украјинофили, предвођени Августином Волошином, желели су аутономију унутар Чехословачке Републике, док су русофили, које су представљали Аутономни аграрни савез Андреја Бродија и Руска национална аутономна партија Степана Фенцика (која се фокусирала на италијанске фашисте) подржавали аутономију унутар Мађарске, Уједињена мађарска странка (око 10% гласова) захтевала је повратак Мађарској, а комунисти (до 25% гласова) желели су придруживање Совјетској Украјини. Тако је на изборима 1935. године 63% гласова припало присталицама пуне аутономије, присаједињења Мађарској или Совјетској Украјини, а само 25% присталицама Чехословачке. Све чешке странке у Карпатској Русији нису биле опредељене за аутономију.
Тридесетих година прошлог века, Мађарска је почела отворено да игнорише одредбе Тријанонског споразума и да економију ставља на војне основе. Почетком јесени 1938. године, Мађарска је, искористивши Судетску кризу, такође започела територијална освајања Чехословачке. Према одредбама Минхенског споразума који су потписале четири велике силе (Велика Британија, нацистичка Немачка, Краљевина Италија и Трећа Француска република) 30. септембра 1938. године, чехословачка влада је била дужна да у року од три месеца реши питање припадности Горње Угарске Краљевини Мађарској. Реч је о територији коју је Мађарска изгубила 1920. године Тријанонским споразумом.
Билатерални преговори између Чехословачке и Мађарске одржани су од 9. до 13. октобра у Комарну, али су завршени безуспешно. Дана 11. октобра, власти чехословачке „аутономне земље“ Подкарпатске Русије стекле су самоуправу, а 20. октобра резолуција је подржала плебисцит о чланству територије у Краљевини Угарској. Међутим, пет дана касније, поткарпатски премијер Андриј Броди, који је заступао промађарску сферу интерес  је ухапшен у Прагу, а заменио га је министар спољних послова Августин Волошин, који је пристао да размотри искључиво пренос територија са претежно мађарским становништвом Краљевини Угарској, и одбацио идеју о плебисциту.

## Прва Бечка арбитража
Шеф мађарске делегације на преговорима у Комарну, министар спољних послова Краљевине Мађарске Калман Кања је затражио од потписника Минхенског споразума да делују као судије по питању разграничења. Како су се Уједињено Краљевство и Француска Република повукле, арбитри су постали немачки министар спољних послова Јоаким фон Рибентроп и италијански министар спољних послова Галеацо Ћано. Чехословачка Република и Краљевина Мађарска су 29. октобра формално предложиле Италији и Немачкој да се одржи арбитража, унапред се сагласивши са њеним резултатима.
На арбитражи одржаној 2. новембра 1938. године у Бечу, чехословачка делегација, између осталих, спремила се да изнесе своје ставове, као и представници Карпатске Украјине (Августин Волошин) и Словачке (Јозеф Тисо), али на иницијативу Рибентропа им није дата реч, јер се аутономија, коју су представљали, није могла сматрати ставом треће стране. Првом Бечком арбитражом, Краљевина Угарска је добила територије површине 11.927 km², укључујући и карпато-украјинску територију (1.537 km² ). Између 57% и 84% становништва били су Мађари, према чехословачкој и мађарској статистици, респективно.
Карпатска Украјина је тада изгубила своја два главна и највећа града  (Ужгород и Мукачево), као и сву плодну земљу. 12. новембра, званично су укључени у Краљевину Угарску резолуцијом коју је усвојио парламент те земље. Међутим, одлуке Прве Бечке арбитраже нису задовољиле земљу која је стицала корист од уговора, те Мађарска није одустала од намере обнављања њених старих граница.

## Припрема
Мађарска влада је интензивирала преговоре са Другом пољском републиком, која је дуго подстицала Краљевину Угарску да силом освоји Подкарпатску Русију. Преговори са Краљевином Италијом су такође настављени, али је Галеацо Ћано препоручио одустајање од планова за окупацију Поткарпатја; поред тога, Хитлер је, незадовољан зближавањем Краљевине Мађарске и Републике Пољске, такође упозорио мађарску владу на последице које са собом носи таква акција.
Међутим, упркос свим овим упозорењима, припреме за инвазију су се наставиле. Мобилисани 6. мађарски корпус био је концентрисан на самој граници. Истовремено, Краљевина Мађарска и Република Пољска изоловале су Карпатску Украјину од спољног света, ограничивши телефонске, телеграфске и поштанске комуникације, а била је започета и економска блокада. Мађарски и пољски саботери су бачени преко границе. Дошло је до борби између јединица чешке војске и саботера, а чешки шпијуни су успели да открију припадност пољских трупа.
Дана 9. новембра 1938. године, у вези са све већим бројем мађарско-пољских случајева саботаже, влада Карпатске Украјине, заснована на политичкој странци Украјинске Националне Уније основала је Карпатску сечну народну одбрамбену организацију, иако су се први одреди појавили почетком 1930-их као обична ватрогасна и културно-просветна друштва, слична онима формираним у суседној Источној Галицији. Водећу улогу су имали чланови који су дошли у Закарпатје из других региона Украјине, као и емигранти.
За врховног команданта Сечи именован је Дмитро Климпуш, бивши официр аустроугарске војске, а за заменика команданта Иван Роман, бивши официр чехословачке војске. У децембру су аутономна влада Волошина и чехословачки генералштаб постигли споразум о спровођењу војне обуке Сечи, а они су добили оружје локалне националне гарде, тзв. Домобранства. У то време, било је око 2.000 обучених војника, односно пуноправних чланова Карпатске Сечи. Уопштено говорећи, постојало је око 2-3 хиљаде војника и отприлике исто толико резервиста.
18. новембра 1938. године завршене су припреме за инвазију, а она је била поанирана за 20. новембар. Међутим, нацистичка Немачка је интервенисала. Немци су веровали да ће Чехословачка Република моћи да се одупре, а Вермахт, који је био у процесу демобилизације, неће моћи да помогне Мађарима, те су стога Мађари добили савет да не предузимају никакве акције због непредвидивости њихових резултата. Војна интервенција је отказана, али Краљевина Мађарска није одустала од својих планова за Подкарпатје. 
6. јануара 1939. године, припреме за инвазију су настављене, а генерал Биџа је именован за команданта операције. Дана 19. јануара 1939. године, нови министар унутрашњих послова Карпатске Украјине, генерал Лев Прчала, кога је именовао председник Чехословачке Републике Емил Хаха без сагласности аутономног руководства, стигао је у Хуст, тадашњу престоницу Карпатске аутономије.
Премијер Карпатске Украјине, Августин Волошин, примио је Лева Прчалу као генерала у федералној војсци. Генералу је одбијена сарадња и нота је послата влади Чехословачке Републике, док је сам Прчала рекао Волошину да не очекује да ће се суочити са таквим потешкоћама и обећао да ће лично затражити од владе да га разреши дужности министра.
Као одговор на ове акције, влада Карпатске Украјине је уклонила представника Карпатске Украјине, Јулијана Реваја, из чехословачке владе и потврдила ауторитет генерала Прхале као команданта чехословачке војске у Карпатској Украјини; поред тога, дата му је надлежност управљања Министарством унутрашњих послова, финансија и комуникација Карпатске Украјине. 
Краљевина Мађарска се убрзо придружила антикоминтерновском пакту, а Хитлер је одлучио о могућности мађарске окупације Карпатске Украјине, уз уважавање интереса нацистичке Немачке.

## Ток сукоба

### Од 12. до 14. марта
Заузимање Карпатске Украјине од стране мађарских трупа првобитно је било планирано да почне 12. марта 1939. године, на дан избора за локални сабор, али је немачка влада одбацила ту идеју, рекавши да ће са њихове стране бити објављен почетак окупације. 
Мађари су концентрисали 12 дивизија 6. армије на граници, а у ноћи између 13. и 14. марта, мађарска војска је са малим снагама почела да напредује дубоко у територију Карпатске Украјине. 
У 2:00 изјутра, јединице Карпатске Сечи (тада паравојне организације од 5.000 људи ) добиле су оружје од Хустске жандармерије (41 пушку и 90 пиштоља) за одбрану од Мађара по наређењу премијера Августина Волошина.
Око 4 сата ујутру, Иван Роман, заменик команданта Карпатског Сеча, примио је позив од чешких официра који су захтевали да се оружје врати у складиште . Командант, позивајући се на декрет Августина Волошина, категорично је одбио. Као одговор, генерал Лев Прчала наредио је јединицама 45. пука стационираног у Хусту да силом заузму оружје.
У 6:00 ујутру, чешке трупе, које су бројале 200 војника, наоружане са шест лаких тенкова ( LT vz.35), четири оклопна возила ( OA-30 ), тешким топовима, митраљезима и минобацачима, напале су главне зграде Сича: Киш, „Хотел Сич“, Главни тим, „Женску секту“ и „Летећу варијетету“. Руководство аутономне Карпатске Украјине апеловало је на Чехе да прекину ватру, али су апели били безуспешни. Сич је почео да заузима складишта оружја, пословне зграде и разоружава патроле. Оружани сукоби између су трајали више од 8 сати. На улицама Хуста појавиле су се барикаде и избијале су сталне уличне борбе.
Истовремено, премијер Волошин је покушао да оконча сукоб. Неколико покушаја да се позове централна влада било је неуспешно - из Прага није стизао одговор. Након телефонског разговора између премијера Августина Волошина (који се снажно противио оружаном нападу чехословачких трупа на јединице Сечи) и генерала Лава Прчале, на улицама је успостављено примирје: Чехословачка се вратила у касарне, а Карпатска Сеч је разоружана. 
Према различитим изворима, губици Сечи су се кретали од 40 до 150 погинулих и око 50 рањених, губици Чехословака - од 7 до 20 погинулих војника и жандарма. Током сукоба између Сечи и Чехословака, мађарске трупе су заузеле три села у околини Мукачева. 
Ујутро 14. марта 1939. године, командант источне групе трупа, генерал Лев Прхал, верујући да инвазија мађарских трупа није одобрена од стране Берлина, наредио је почетак одбране. Међутим, након проглашења Протектората Бохемије и Моравске, наредио је 16. марта евакуацију чехословачких трупа и државних службеника са територије Подкарпатске Украјине. Евакуација се одвијала у три правца: на западу - ка Словачкој Републици, на северу - ка Републици Пољској и на југоистоку - ка Краљевини Румунији. Последње чехословачке трупе су напустиле Хуст 17. марта.

### Од 15. до 17. марта
У тим околностима, 15. марта 1939. године, Августин Волошин је путем радија прогласио независност Карпатске Украјине и послао телеграм Адолфу Хитлеру у Берлин, тражећи од њега да земљу узме под протекторат нацистичке Немачке. Као одговор, немачка влада је одбила да га подржи и саветовала му да не пружа отпор мађарским трупама. Истог дана, мађарска влада је послала парламентарца у Хуст са предлогом да се Карпатска Украјина разоружа и мирно придружи Краљевини Угарској. Волошин је одбио, рекавши да је „Карпатска Украјина мирна држава и жели да живи у миру са својим суседима, али ако је потребно, одбиће сваког агресора.“ У Закарпатју је објављена мобилизација. 
У вечерњим сатима 15. марта мађарске трупе су покренуле општу офанзиву на четири правца: Ужгород – Перечин – Ужок ; Ужгород - Сваљава - Лавочне ; Мукачево - Иршава - Кушница ; Королево - Хуст - Јасиња - Волове.
Карпатска Сич је регрутовала добровољце, углавном демобилисане војнике чехословачке војске из локалног становништва, и са 10.000 до 12.000 слабо наоружаних војника покушала је да пружи отпор. Мађари су задали главни ударац дуж линије Ужгород - Перечин, покушавајући да одсеку Карпатску Украјину од Словачке Републике. Мађарска војска је наишла на јак отпор код села Хоронда, где је сотња „Сич“ М. Стојка држала одбрану 16 сати. 
Тешке борбе су се наставиле у Хусту и Виноградову, док је превласт често прелазила са једне на другу зараћених страну. Најкрвавија је била битка на ободу Хуста, на Црвеном пољу. Према мађарским архивама, у овој бици је погинуло 230 људи из Сечи и 160 Мађара. Отпор Сечи је претио да продужи борбе, али су Пољаци притекли у помоћ Мађарима, који су започели офанзиву са Ушког превоја.
Ујутро 16. марта, дан након проглашења независности, влада Карпатске Украјине напустила је Хуст, крећући се ка румунској граници, а неколико сати касније мађарске трупе су ушле у главни град Карпатске Украјине. У јуришу на град учествовали су 24. батаљон мађарске граничне страже, активно су коришћени и авиони и противтенковски топови. Мађарима се супротставило више од 3.000 војника Сича, који су били наоружани са 12 јединица оклопних возила претходно заплењених од Чехословака. Под притиском снага непријатеља, јединице су биле приморане да се повуку из града.
17. марта мађарске трупе су заузеле Рахив, Јасињу и Буштино. Волошин и његова ближа пратња су преко Тјачива стигли до границе са Румунијом у области Великог Бичкова. Из Краљевине Румуније прешао је у Краљевину Југославију, а затим преко Беча у Праг, који су окупирали нацисти, где је именован за ректора локалног Украјинског слободног универзитета. Тамо остаје до 1945. године, када долази до хапшења од стране Совјетске обавештајна службе која га депортује у Москву. Преминуо је 19. јула 1945. године, према званичној верзији - од срчане инсуфицијенције. Дана 15. марта 2002. године, председник Леонид Кучма потписао је указ којим је Волошину постхумно додељена титула „Херој Украјине“ са Орденом државе.

## Крај сукоба
У вечерњим сатима 17. марта (према другим изворима, 18. марта), целу територију Карпатске Украјине окупирали су Мађари. Дана 18. марта (након заузимања Воловца, последњег насеља које је држала Сеч), мађарске трупе су окончале окупацију Закарпатске Украјине и стигле до државне границе са Републиком Пољском и Краљевином Румунијом. Организовани отпор је престао, али су неке јединице Карпатске Сечи наставиле да се боре у герилским јединицама још три недеље, а у регионима Воловца и Рахова до јануара 1940. године.
У марту 1939. године, Генералштаб мађарске војске одлучио је да спроведе низ борбених операција за чишћење Карпатске Украјине од „страних елемената“ и да извештава о њиховом напретку сваких десет дана. „Страни елементи“, међу којима су били и Галичани, одведени су до мађарско-пољске границе, а тамо предати Пољацима на погубљење. Следбеници Миклоша Хортија повећали су број војника и жандармерије у неким окрузима.

Борбени губици током рата износили су: 
- „Сич“: 430 погинулих, више од 400 рањених, око 750 заробљеника;
- Мађарска војска: 197 погинулих, 534 рањених. Званични мађарски подаци: 72 погинулих, 163 рањених, 4 несталих, 2 заробљених.

## Сећања и награде
Карпатски Сечов крст је издат 1969. године од стране Централног одбора Карпатског Сечовог братства за све војнике Карпатског Сеча.
Народна банка Украјине је 2009. године издала комеморативне кованице посвећене 70-ој годишњици проглашења Карпатске Украјине: новчић од 2 гривне од никл сребра и сребрни новчић од 20 гривни.
- Карпатська Украина.[мртва веза] Материјали до 70-ти риччи проголошенна независнисти[мртва веза]
- Карпатска Сеч. Без ретуши и митив
- Карпатска Сеч — историа украинське армиии самосталног Закарпатта
- Карпатска Сеч
- Карпатска Украјина и њена армија на фотографијама Каленика Лисука
- Закарпатське војско
- Красне Поле. Про участь пластунив у бојових дах
- Увилејни монети до 70-и ричиници Карпатској Украини
- Угорськиј терор у Карпатској Украини навесни 1939 године
- Окупационна политика Угорсини в Украини у годинама Великои Витчизнаној војне
- Роман Официнськиј: «З Карпатске Украјине за нас почела друга светска»
- Јарослав Онищук. Ак познавали масовно похожие бијцев Карпатске Украини
- Польськи војни злочини у Карпатској Украини
- Друга светска вијна за украинце розпочала се задовго до 22 иуна 1941 года